# Orangebröstad fruktkråka
Orangebröstad fruktkråka (Pyroderus scutatus) är en fågel i familjen kotingor inom ordningen tättingar.

## Utseende och läte
Orangebröstad kotinga är en mycket stor tätting med en kraftig näbb. Fjäderdräkten är glansigt svart ovan, med lysande rött på strupe och bröst. Vissa populationer har kastanjebrunt på buken. Honan är mindre, med mörkare näbb.

## Utbredning och systematik
Orangebröstad fruktkråka placeras som enda art i släktet Pyroderus. Den delas in i fem underarter:
- P. s. scutatus – förekommer från tropiska sydöstra Brasilien till östra Paraguay och nordöstra Argentina
- P. s. occidentalis – förekommer i Anderna i västra Colombia och nordvästra Ecuador
- P. s. granadensis – förekommer i östra Anderna i Colombia och västra Venezuela
- P. s. orenocensis – förekommer i tropiska norra Venezuela (nordöstra Bolivar) och norra Guyana
- P. s. masoni – förekommer i sydöstra Ecuador (Cordillera del Cóndor) samt utmed Andernas östsluttning i norra och centrala Peru (Amazonas till Pasco och troligen Junín)

## Status och hot
Arten har ett stort utbredningsområde, men tros minska i antal, dock inte tillräckligt kraftigt för att den ska betraktas som hotad. Internationella naturvårdsunionen IUCN listar arten som livskraftig (LC).